# Rupert Lowe
Rupert Lowe est un homme politique britannique. Il a été président du club de football du Southampton FC de 1996 à 2006, puis brièvement en 2008-2009.
En 2019, il est élu député européen du Parti du Brexit. Il est élu député lors des élections générales de 2024.